# Aphilopota castaneata
Aphilopota castaneata är en fjärilsart som beskrevs av Fletcher 1956. Aphilopota castaneata ingår i släktet Aphilopota och familjen mätare. Inga underarter finns listade i Catalogue of Life.